# Лізис
Лізис (від грец. λύσις — «розділення») — руйнування живих клітин під дією хімічних або механічних агентів, наприклад, ферментів, вірусів (бактеріофагів), антибіотиків, детергентів, осмотичного шоку. Розчин, що утворюється в результаті, називається лізатом або клітинним екстрактом.